# 阿拉斯加号潜艇
阿拉斯加号潜艇 (SSBN-732)，属于俄亥俄级核潜艇序列，同时也是美国海军中第四艘以阿拉斯加州之名命名的军舰。1978年2月27日，位于康涅狄格州格罗顿的通用动力下属公司电船公司获得建造该潜艇的合同；1983年3月9日开始铺设龙骨。1985年1月12日，凯瑟琳·史蒂文斯夫人主持了该潜艇的下水仪式。1986年1月25日，保罗·L·卡拉汉和查尔斯·J·卓特瓦克斯分别被任命为“蓝色”和“金色”代号轮值船员组的指挥官。该潜艇最初的母港为华盛顿州的班戈海军潜艇基地,先驻扎于佐治亚州的金斯湾海军基地。